# Gaspard Launois
Pour les articles homonymes, voir Launois.
Gaspard Launois est un homme politique français né le 7 janvier 1806 à Bar-le-Duc (Meuse) et décédé le 20 mars 1886 à Sorbey (Meuse).

## Biographie
Entré à l'école militaire de Saint-Cyr en 1824, il participe à l'expédition d'Alger en 1830. Il quitte l'armée en 1838 avec le grade de capitaine et devient ingénieur civil à Bône, avant de revenir dans la Meuse. Il est député de la Meuse de 1848 à 1849, siégeant à gauche.

## Sources
- Ressource relative à la vie publique :   - Base Sycomore
- « Gaspard Launois », dans Adolphe Robert et Gaston Cougny, Dictionnaire des parlementaires français, Edgar Bourloton, 1889-1891 [détail de l’édition]